# Osídlování Země
Osídlování Země člověkem vyšlo zhruba 1 milion let (Ma) před současností (BP) z jižní a střední Afriky a probíhalo v několika vlnách. Tyto vlny zřejmě souvisely také se změnami klimatu a jedna z posledních přinesla do Evropy zemědělství (asi 8500 BP). Nejstarší nálezy Homo sapiens mimo Afriku jsou z Izraele, z doby kolem 100 tisíc let BP. Odtud osídlil nejprve jižní a jihovýchodní Asii a někdy kolem 50 000 BP vstoupil do Evropy, kterou ovšem už dříve osídlil neandertálec.
Vliv klimatu a dalších místních faktorů vedl k následné diferenciaci lidí do několika odlišných etnik.

Šíření Homo sapiens po světě. Letopočty jsou "před přítomností" (BP).

## Metody
Zdrojem poznatků o osídlování Země byly donedávna jen kosterní a archeologické nálezy, pokud se je dařilo datovat. Od 80. let 20. století je stále významnějším pramenem samo složení lidského genomu, které dovoluje zhruba určit i původ určité varianty člověka. Metoda se rychle rozvíjí a tak se i údaje poměrně často mění. Údaje o stáří jsou v každém případě velice přibližné a udávají přibližné stáří, nikoli letopočty. Proto se pro předhistorické období postupně prosazuje označení "před přítomností" (BP), které tuto skutečnost naznačuje.

## Postup
V období kolem 120 000 - 90 000 BP nastalo vlhčí podnebí a bylo tudíž možno překročit Saharu, která byla asi od 75 000 BP zase uzavřena vysušením v důsledku počínající další ledové doby, würmu (70 000 - 10 000 BP), a opět uvolněna po jejím ukončení.
A tak kolem 110 000 BP začal moderní člověk pronikat nilským údolím přes Egypt a Sinaj do Palestiny. Zde se setkal s neandertálcem, který se snad vyvinul mimo Afriku z předchozích vln osídlování. Nejstarší mimoafrický nález pozůstatků moderního člověka pochází z izraelské Kafzy a je datován kolem 90 000 BP. V té době však už se podnebí opět horšilo a moderní člověk ještě nebyl připraven na přežití v Asii a Evropě, proto oblast přenechal neandrtálcům. První vystěhovalecká větev moderních lidí tak vymřela v důsledku krutého klimatu.

### Asie
Úspěšnější byl přechod moderního člověka do Asie kolem 80 000 BP přes mořskou úžinu mezi Eritreou a Jemenem v počtu maximálně 300 osob. Říká se jim lid pobřežní linie. Podobali se pravděpodobně dnešním Khoisanům, jimiž byla tehdy osídlena celá východní Afrika včetně Etiopie. Lid pobřežní linie postupoval na východ podél pobřeží. Jeho hlavním zaměstnáním byl sběr a rybolov. Vzhledem k tehdy nižší hladině světového oceánu jsou dnes všechny jeho tábořiště pod hladinou. Suché vnitrozemí bylo liduprázdné.
Kolem 75 000 BP se moderní lidé ocitli ve východní Asii. Celkový počet moderních lidí na planetě se v té době dá odhadnout na 100 000 osob a tehdy přišla katastrofa. Kolem 74 000 BP vybuchla obří sopka Toba na Sumatře. Do ovzduší bylo vrženo 3000 km3 popela a roztavené horniny. Nastalo deset let tmy a chladu a většina lidské populace vyhynula. V Asii přežilo asi 1000 osob v malých, isolovaných skupinách.
Po stabilizaci nastalo ale rychlé šíření moderních lidí. Kolem 70 000 BP byla osídlena opět jihovýchodní Asie, což bylo tím snazší, že Malajsko, Sumatra a Jáva byly tehdy spojeny pevninou. Na ostrovech se moderní lidé setkali s trpasličí formou přežívajícího člověka vzpřímeného, který na Jávě vymřel teprve před 50 000 BP a na ostrově Flores dokonce před 12 000 lety.
Příslušníci pobřežní linie moderních lidí se v jihovýchodní Asii rozdělili do dvou skupin. První si osvojila námořní plavbu a v době 60 000 - 40 000 BP dosáhla Austrálie, spojené s Novou Guineou. Tuto linii označujeme jako australoidní rasu. V důsledku vázání vody v polárním ledu byla hladina oceánu nižší než dnes a rozsah pevniny byl větší. Přesto je přeprava do Austrálie velkým, i když možná náhodným počinem. V Austrálii jsou první skalní malby doloženy kolem 45 000 BP a kolem 25 000 BP první pohřeb žehem na planetě. Z Austrálie pokračovala migrace moderních lidí na Šalomounovy ostrovy, kam dorazili kolem 28 000 BP.
Mezitím pronikla druhá část příslušníků pobřežní linie moderních lidí kolem 63 000 BP do jižní Číny. V této době a v tomto prostoru se předpokládá vznik mongoloidní rasy z místních skupin lidu pobřežní linie.

### Blízký východ a Evropa
Kolem 50 000 BP se změnilo klima, které se stalo teplejším a vlhčím. Údolí pozdějšího Perského zálivu, tehdy ještě pevnina, a Mezopotámie se zazelenaly a umožnily pronikání moderních lidí do severního Iráku, střední Asie a Evropy. Možná právě tehdy v Mezopotámii a Anatolii došlo k formování europoidní rasy, která se pak postupně šířila Předním východem, severní Afrikou, Evropou, Sibiří a severní Čínou. V Anatolii jsou moderní lidé doloženi kolem 45 000 BP. Malá Asie byla spojena s Evropou pevninským mostem, takže Černé moře bylo jezerem. Moderní lidé se dostali do severního Řecka a postupovali přes Balkán do střední a západní Evropy. S nimi pronikala i kultura aurignacienu. Ale tato větev byla celkem neúspěšná.
Jiná vlna moderních lidí postupovala z Mezopotámie podél jižního Kaspického moře do střední Asie. Kolem 43 000 BP dorazila na Altaj, kde došlo k velkému dělení. První skupina postupovala na východ a osídlila Mongolsko, severní Čínu a Sibiř. V povodí Jany vznikla kultura Djuchtaj (20 000 - 14 000 BP). Druhá skupina postupovala na jih do Indie, kde vyhubila místní zbytek lidu pobřežní linie. Třetí skupina postupovala na západ přes Ural a Povolží do Evropy. Tato skupina pravděpodobně užívala prajazyk europoidní jazykové nadrodiny, k níž dnes patří Indoevropané, Uralci, Altajci, Paleoasiaté, Eskauletové a vzdáleně Korejci, Japonci, Ainové a Amerindové.
V období 40 000 - 35 000 BP se tito moderní lidé dostali do Evropy. Dnešní Evropané jsou zčásti jejich potomky, zbytek jsou potomci neolitických farmářů z Anatolie, kteří přišli do Evropy kolem 8500 BP, a nomádských pastevců jámové kultury, kteří Evropu osídlili před asi 5000 lety. Výkonné technologie umožnily paleolitickým lovcům a sběračům přežít v drsnějším klimatu. Položili základy kultury gravettien. V Evropě se setkali s neandrtálci. Eurasijské tundry umožňovaly lov stádní zvěře: sobů, koní, turů a mamutů.
Moderní lidé a neandertálci se mohli křížit. Nasvědčuje tomu nález dětské kostry v Lagar Velho a další nálezy. S výjimkou Afričanů mají současní lidé asi 2-5% neandertálského genomu. Evropu moderní lidé nakonec ovládli. Kolem 30.000 BP vyvinuli lepší způsoby oblékání a lepší lovecké náčiní a zbraně: sítě, pasti a luk. Mezitím postupovala východoasijská skupina lidu pobřežní linie k severu. Kolem 40 000 BP se moderní člověk dostal do Japonska, spojeného pevninským mostem s Koreou. Ze severu postupovali europoidi z Altaje, kteří kolem 25 000 BP pronikli na jih od Žluté řeky. Europoidní rysy jsou zde doloženy ještě kolem 13.000 BP a kolem 12 000 BP pronikli europoidi do Japonska, kam přinesli kulturu djomon a stali se předky Ainů a Rjukjanů. Vlastní Japonci přišli až kolem roku 500 př. n. l. z Koreje s kulturou yayoi. Poté byli východoasijští europoidi pravděpodobně asimilováni mongoloidy.

### Amerika
Na místě Beringovy úžiny se rozkládala souš zvaná Beringie. Stala se mostem k osídlení Ameriky v několika vlnách.
První vlnu tvořily skupiny severoasijských europoidů, smíšených s mongoloidy. Do Ameriky se dostaly kolem 15 000 BP. Jejich potomci jsou příslušníky amerindské jazykové rodiny. Nejstarší osídlení je doloženo v jeskyni Bluefish na Aljašce. Další šíření znemožnila ledová pole. V době kolem 14 000 - 12 000 BP začaly ledovce ustupovat a moderní lidé pronikli do centra Ameriky. Dokladem jejich šíření jsou typické rýhované hroty na velkou zvěř (kultury Clovis z doby 11 000 - 5600 BP a Folsom v Novém Mexiku z období 11 000 - 9000 BP). Moderní lidé této vlny rychle postupovali Amerikou a kolem 11 000 BP dorazili do Patagonie.
Druhou vlnu tvořili mongoloidi z lidu pobřežní kolonie ze severní Číny. Jejich potomci jsou příslušníky rodiny na-dené. Pozdější vlnu tvořili Eskauletové ze 2. tisíciletí př. n. l. Podle nedávných nálezů žilo v Kalifornii a Brasilii australoidní obyvatelstvo, jehož cesta do Ameriky je záhadou. A nakonec v Severní Americe byli doloženi typičtí europoidé, kteří sem přišli buď po okraji ledových polí z Evropy nebo přes Sibiř asi kolem 20 000 BP.[zdroj?]
Koncem poslední doby ledové kolem 10.000 BP zůstaly neosídleny pouze Antarktida, některé ostrovy (Karibik, Madagaskar, Oceánie) a Arktida.